# دائرة فورد
تمثل دوائر فورد نموذج هندسي يربط بين نظرية الأعداد والهندسة الإسقاطية عبر التحويلات الهندسية. هذا الترابط يظهر من خلال:
1. الرؤية الإسقاطية: يمكن تمثيل دوائر فورد على المستوى الإسقاطي بإضافة نقطة في اللانهاية؛ تصبح جميع دوائر فورد مماسة لنفس الخط الأساسي (خط الأعداد)؛ التحويلات الإسقاطية تحافظ على علاقات التماس بين هذه الدوائر

1. التحويلات الهندسية: تبقى دوائر فورد ثابتة نسبيًا تحت تحويلات موبيوس (Möbius transformations)؛ هذه التحويلات - التي تشمل الدوران، التمدد، والانزياح - تحافظ على: زوايا التقاطع؛ علاقات التماس؛ الخصائص التوافقية؛
2. التفسير الهندسي: تمثل كل دائرة فورد مستوى قطعي في نموذج نصف المستوى العلوي؛ علاقات التماس بين الدوائر تعكس العلاقات بين الكسور الأولية؛ يمكن تفسير التركيب الكلي كـحدود لمجموعة نموذجية في الهندسة الزائدية
3. البنية التحتية الجبرية: مجموعة التحويلات المحافظة على دوائر فورد تشكل زمرة نمطية. هذه الزمرة ترتبط بـ: نظرية الأعداد (من خلال إجراءات القسمة)؛ الهندسة الجبرية (عبر المنحنيات الحسابية)؛ الأنظمة الديناميكية

1. وبشكل عام: توفر دوائر فورد جسرًا بين: التجريد الجبري (للكسور الأولية)؛ التجسيد الهندسي (عبر الدوائر المتماسة)؛ البنية التحليلية (في التحويلات المركبة)

هذا التكامل يظهر كيف يمكن للهندسة الإسقاطية أن تقدم إطارًا موحدًا لفهم العلاقات بين الاشكال الرياضية المختلفة، حيث تصبح الخصائص الحسابية خصائص هندسية مرئية وملموسة.

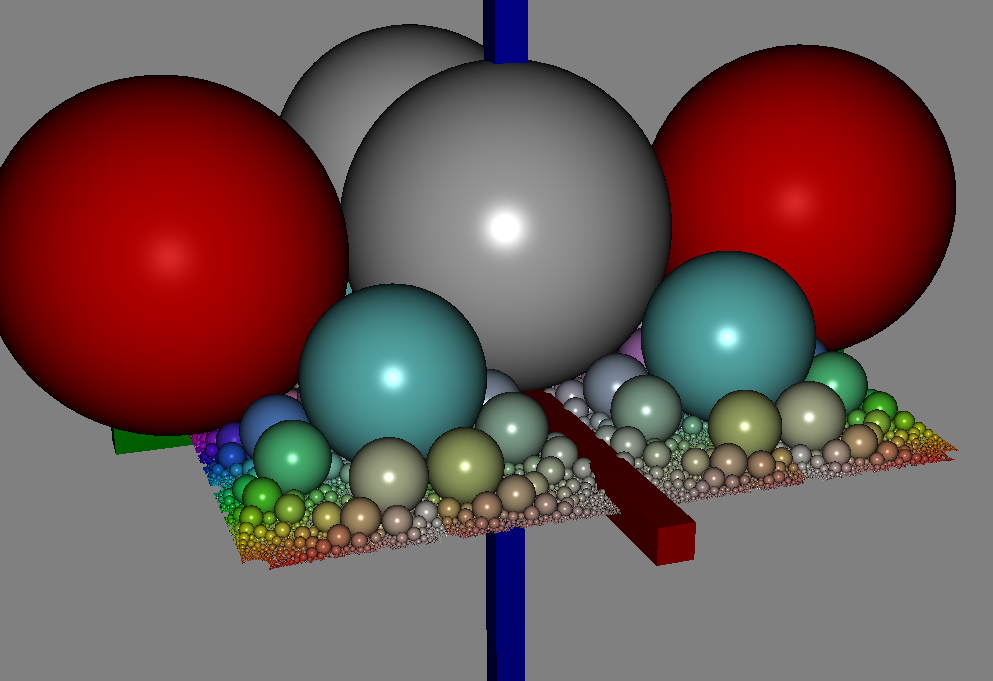
كرات فورد